# George Town, Tasmanien
George Town är en ort i Australien. Den ligger i kommunen George Town och delstaten Tasmanien, i den sydöstra delen av landet, omkring 200 kilometer norr om delstatshuvudstaden Hobart. Antalet invånare är 4 268.
Trakten är glest befolkad. George Town är det största samhället i trakten. 
I omgivningarna runt George Town växer i huvudsak städsegrön lövskog. Genomsnittlig årsnederbörd är 1 279 millimeter. Den regnigaste månaden är augusti, med i genomsnitt 174 mm nederbörd, och den torraste är januari, med 42 mm nederbörd.